# Cercopithecus lowei
Cercopithecus lowei — вид приматов из семейства мартышковых. Обитает в центральной Африке, в основном в Кот-д’Ивуар и Гане. Населяет в основном вторичные дождевые и болотистые леса. Ранее классифицировался как подвид Cercopithecus campbelli.

## Внешний вид и строение
C. lowei имеют красно-коричневый мех на верхней стороне, низ светлый, почти белесый. Синее лицо окружено «седой» бородой, область рта красного цвета. Длина тела от 35 до 55 см, а вес от 2,5 до 6 кг, самцы значительно тяжелее, чем самки.

## Распространение
Кот-д’Ивуар (бассейн реки Кавалли) Гана (бассейн реки Вольта). Обитают в лесах, в основном вторичных.

## Образ жизни
Об образе жизни этого вида известно немного, но вероятно, как и родственные виды, C. lowei дневные, древесные и живут в гаремных группах, состоящих из одного самца, нескольких самок и их детенышей. Диета, видимо, состоит главным образом из фруктов и другой растительной пищи, а также насекомых.

## Угрозы и охрана
Вид широко распространен и может адаптироваться к различным средам обитания, поэтому считается нахоящимся вне опасности.